# Nicaraguanskt kaffe

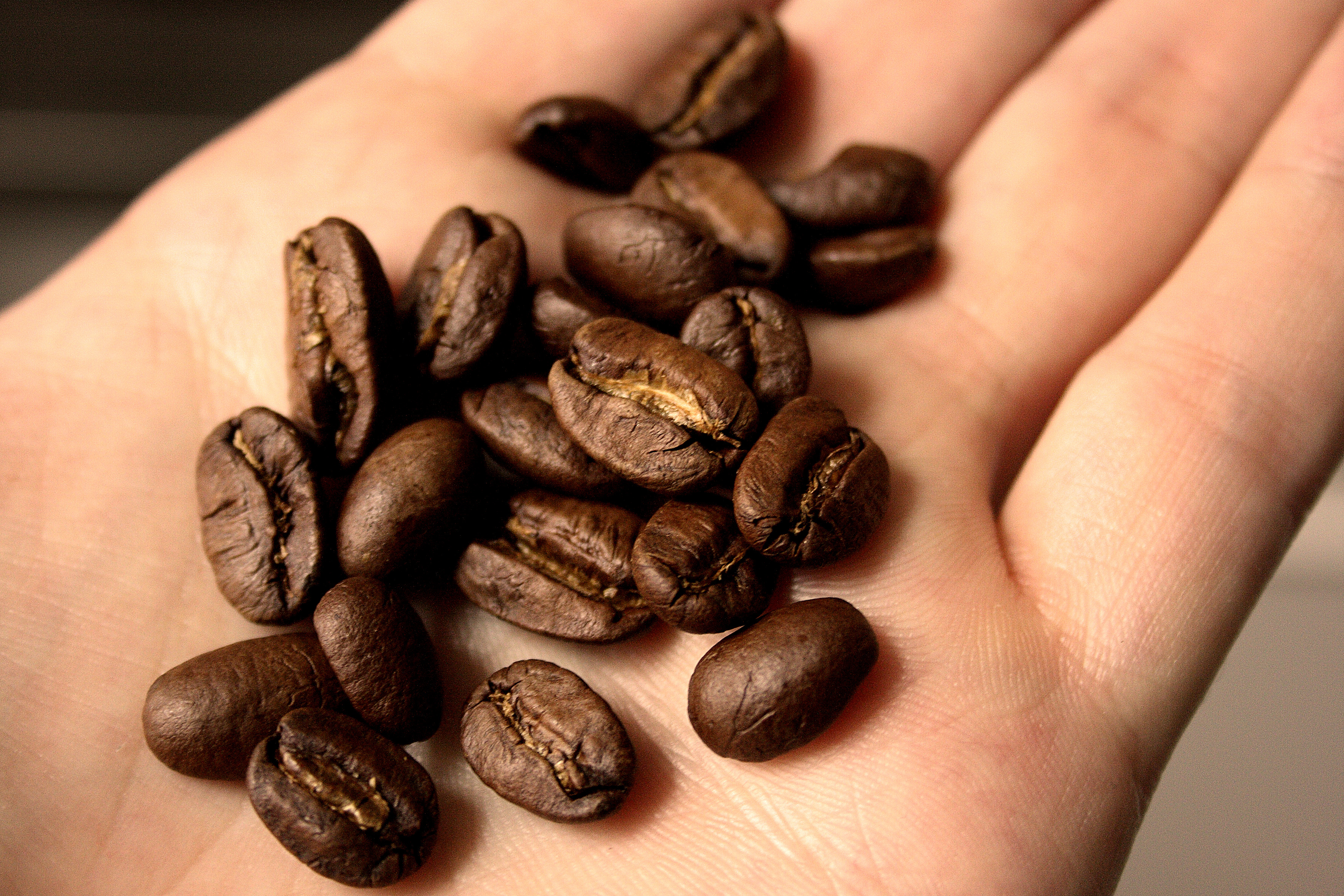
Kaffebönor från Nicaragua.

Nicaraguanskt kaffe säljs främst i Centralamerika men har etablerat sig i hela världen. Nicaragua har ett högst lämpligt klimat för kaffeodling. Nicaragua odlar i särklass mest kaffe i hela Centralamerika och har även det populäraste och mest sålda kaffet. 

## Basfakta
80 % av Nicaraguas kaffe odlas i Jinotega. Dock odlas kaffe i stora mängder även i Matagalpa och Nueva Segovia. Matagalpa anses ofta ha ett lite finare kaffe. Skördningstiden är mellan november och mars.
Nicaraguanskt kaffe har många influenser, bland annat kopplas det ofta ihop med mexikanskt kaffe. 

## Historia
Storskalig kaffeodling började i Nicaragua redan på 1850-talet. Så gott som allt kaffe exporterades. Nicaragua producerar 1 % av världsproduktionen av kaffe, men kaffet utgör hela 20 % av Nicaraguas jordbruksexport. Ända sedan kaffet kom till Nicaragua har det spelat en viktig roll i landets ekonomi. Många små samhällen och byar i Nicaragua försörjer sig fortfarande nästan enbart på sin kaffeodling. De första kaffeodlingarna i Nicaragua låg nära Bluefields. Hur som helst så odlas där inte kaffe i några större mängder längre utan Estelí, Madriz, Jinotega, Matagalpa och Nueva Segovia står nu för de flesta och största odlingarna.
Under orkanen Mitch framfart i månadsskiftet oktober-november 1998 förstördes stora delar av landets kaffeodlingar och fick hela landets ekonomi i obalans.

## Ekonomiska inkomster
I slutet på 1990-talet uppskattar man att kaffeodlandet gav närmare 140 miljoner US dollar.  95& av landets kaffeodlingar är små och ofta familjedrivna odlingar.

## Nicaraguas kaffe i andra länder
Kaffe från Nicaragua säljs ibland även i Sverige. Bland annat Coop och Arvid Nordquist säljer kaffe ifrån Nicaragua. Båda företagens kaffe kommer ifrån Matagalpa. Arvid Nordquists kommer ifrån odlingen La Cumplida och Coops från en odling nära Río Blanco. La Cumplida är certifierad av Utz och Rainforest Alliance och Coops kaffe, Café Luxary är fairtrademärkt.

## Kaffeodlingar
Selva Negra är en av de största odlingarna och ägs av en tysk-nicaraguansk familj.

### Lista
- Santa María de Pantasma, Jinotega
- La Cumplida, Matagalpa
- Selva Negra, Matagalpa
- Dipilto, Nueva Segovia